# William Canales
William Alfredo Canales Belloso (El Salvador, 18 de febrero de 1995) es un futbolista salvadoreño. Juega como Centrocampista y su equipo actual es el Club Deportivo FAS de la Liga Pepsi.

## Clubes
Actualizado al último partido jugado el 25 de mayo de 2025.
| Club Deportivo Atlético Marte · El Salvador   | 1.ª                 | 2014-15             | 25  | 1 | - | - | - | - | 25  | 1 |
| Club Deportivo Atlético Marte · El Salvador   | 1.ª                 | 2015-16             | 19  | 0 | - | - | - | - | 19  | 0 |
| Club Deportivo Atlético Marte · El Salvador   | Total               | Total               | 44  | 1 | 0 | 0 | 0 | 0 | 44  | 1 |
| Santa Tecla Fútbol Club · El Salvador         | 1.ª                 | 2016-17             | 13  | 3 | - | - | - | - | 13  | 3 |
| Santa Tecla Fútbol Club · El Salvador         | 1.ª                 | 2017-18             | 28  | 1 | - | - | 2 | 0 | 30  | 1 |
| Santa Tecla Fútbol Club · El Salvador         | Total               | Total               | 41  | 4 | 0 | 0 | 2 | 0 | 43  | 4 |
| Sonsonate Fútbol Club · El Salvador           | 1.ª                 | 2018-19             | 15  | 0 | - | - | - | - | 15  | 0 |
| Sonsonate Fútbol Club · El Salvador           | Total               | Total               | 15  | 0 | 0 | 0 | 0 | 0 | 15  | 0 |
| Club Social Independiente · El Salvador       | 1.ª                 | 2019                | 22  | 0 | - | - | - | - | 22  | 0 |
| Club Social Independiente · El Salvador       | Total               | Total               | 22  | 0 | 0 | 0 | 0 | 0 | 22  | 0 |
| Club Deportivo FAS · El Salvador              | 1.ª                 | 2020                | 6   | 0 | - | - | - | - | 6   | 0 |
| Club Deportivo FAS · El Salvador              | Total               | Total               | 6   | 0 | 0 | 0 | 0 | 0 | 6   | 0 |
| Club Deportivo Municipal Limeño · El Salvador | 1.ª                 | 2020-21             | 33  | 3 | - | - | 1 | 0 | 34  | 3 |
| Club Deportivo Municipal Limeño · El Salvador | Total               | Total               | 33  | 3 | 0 | 0 | 1 | 0 | 34  | 3 |
| Club Deportivo Luis Ángel Firpo · El Salvador | 1.ª                 | 2021-22             | 42  | 1 | - | - | - | - | 42  | 1 |
| Club Deportivo Luis Ángel Firpo · El Salvador | Total               | Total               | 42  | 1 | 0 | 0 | 0 | 0 | 42  | 1 |
| Alianza Fútbol Club · El Salvador             | 1.ª                 | 2022-23             | 29  | 0 | - | - | 6 | 0 | 35  | 0 |
| Alianza Fútbol Club · El Salvador             | 1.ª                 | 2023-24             | 36  | 0 | - | - | - | - | 36  | 0 |
| Alianza Fútbol Club · El Salvador             | 1.ª                 | 2024-25             | 19  | 0 | - | - | - | - | 19  | 0 |
| Alianza Fútbol Club · El Salvador             | 1.ª                 | 2025-26             |     |   |   |   |   |   |     |   |
| Alianza Fútbol Club · El Salvador             | Total               | Total               | 84  | 0 | 0 | 0 | 6 | 0 | 90  | 0 |
| Total en su carrera                           | Total en su carrera | Total en su carrera | 268 | 9 | 0 | 0 | 9 | 0 | 296 | 9 |
| (2) No incluye goles en partidos amistosos.   |                     |                     |     |   |   |   |   |   |     |   |

Segunda División de El Salvador/Reservas
| Club                          | País        | Año         |
| ----------------------------- | ----------- | ----------- |
| Club Deportivo Arcense        | El Salvador | 2012 - 2013 |
| Club Deportivo Atlético Marte | El Salvador | 2013 - 2014 |

### Selección nacional
| Selección                                  | Año                 | Partidos | Goles |
| ------------------------------------------ | ------------------- | -------- | ----- |
| El Salvador Sub-20                         |                     |          |       |
| 2015                                       | 2                   | 0        |       |
| Total en su carrera                        | Total en su carrera | 2        | 0     |
| El Salvador                                |                     |          |       |
| 2023                                       | 1                   | 0        |       |
| Total en su carrera                        | Total en su carrera | 1        | 0     |
| Estadísticas hasta el 15 de junio de 2023. |                     |          |       |

## Palmarés
| Título                   | Club        | País        | Año  |
| ------------------------ | ----------- | ----------- | ---- |
| Apertura 2016            | Santa Tecla | El Salvador | 2016 |
| Clausura 2017            | Santa Tecla | El Salvador | 2017 |
| Copa El Salvador 2016-17 | Santa Tecla | El Salvador | 2017 |